# Anulap
Anulap is de god van de magie en kennis in de Micronesische mythologie, voornamelijk in het gebied Chuuk. De god leert de mens over wijsheid en magie. Hij is de echtgenoot van de godin Ligobubfanu en is mogelijk zijn eigen schepper. 